# Аниција Јулијана
Аниција Јулијана ( грч . Ανικια Ιουλιανη, Константинопољ, 462 – 527/528) је била касноантичка римска царска принцеза, супруга магистер милитума источног римског царства, Ареобиндус Дагалаифус Аребиндус, ктитор велике Цркве Светог Полијевкта ибечких Диоскурида . Била је ћерка римског цара Олибрија ( в. 472 ) и његове жене царице Плацидије, кћерке цара Валентинијана III ( в. 425–455 ) и Ликиније Евдоксије, преко које је Аниција Јулијана такође била праунука цара Теодосија II ( в. 402–450 ) и светае царице Елије Евдокије . Током владавине Лавове династије и успона касније Јустинијанове династије, Аниција Јулијана је стога била најистакнутији члан обе претходне царске династије, Валентинијанове династије коју је основао цар Валентинијан I Велики ( в. 364–375 ) и сродне Теодосијеве династије коју је основао Свети цар Теодосије I Велики ( в. 379–395 ).
Њен син Олибрије Млађи служио је као римски конзул као дете и оженио се нећаком цара Анастасија I ( в. 491–518 ), ћерком Анастасијевог брата Павла. Упркос амбицијама Аниције Јулијане, њен син никада није постао цар, заобиђен је када је Јустин I ( в. 518–527 ) после Анастасијеве смрти и пада Лавове династије, постао цар.

## Живот
Удала се за Флавија Ареобинда Дагалаифа Ареобинда, а међу њиховом децом је био и Олибрије, конзул 491. године. Са супругом је провела живот на предјустинијанском двору у Цариграду, на ком су је сматрали „и најплеменитијом и најбогатијом становницом“. 
Ако оставимо на страну њену блиставу генеалогију, Јулијана је првенствено упамћена као једна од првих не-владајућих женских заштитника уметности у забележеној историји. Из оног мало што знамо о њеним личним склоностима, произилази да је она „директно интервенисала у одређивању садржаја, а можда и стила” дела које је наручила. 
Њени про-римски политички ставови, као што је заговарано у њеном писму папи Хормисди (сачуваном у краљевској библиотеци Ел Ескоријала), огледају се у Хроници Марцелина Комеса, који је био повезан са њеним књижевним кругом. Неизвесно је да ли је Јулијана имала политичке амбиције, али је познато да је њен муж одбио да преузме круну током немира 512. године. Иако се одлучно супротстављала монофизитским склоностима цара Анастасија I, дозволила је свом сину Олибрију да се ожени царевом нећаком. 

## Уметничко покровитељство
Јулијанино име је везано за Бечки Диоскурид, познат и као Кодекс Анициа Јулиана, илуминирани рукописни кодекс копије Де материа медика Педанија Диоскорида, познат као један од најранијих и најраскошнијих рукописа који још увек постоји. Има фронтиспис са донаторским портретом Аниције Јулијане, најстаријим сачуваним таквим портретом у историји илуминације рукописа. Патрикија је приказана устоличена и окружена персонификацијама Мегалопсихије (Величност) и Фронезе ( Разборитост), са малом женском алегоријом означеном „Захвалност уметности“ ( стгрч. Eucharistia ton technon   ) вршећи проскинезу у част патрикије, љубећи јој стопала.  Путо је са десне стране Аниције Јулијане, пружа јој кодекс и натпис на стгрч. ΠΟΘΟΣ ΤHΣ ΦΙΛΟΚΤΙΣΤΟΥ       , додато каснијим рукописом писара, протумачено као „жеља да се гради“, „љубав градње“ или „жеља жене која воли градњу“.  Иста рука је централну фигуру означила као <i id="mwbg">Софију</i> (Мудрост). 
Тешко оштећени окружујући натпис проглашава Јулијану великом меценом уметности и идентификује народ Хоноратае (града на азијској обали Босфора) да је кодекс дао Аницији Јулијани.  Књигу је вероватно добила у знак захвалности што је подигла цркву у граду.  Натпис потврђује хроничар Теофан Исповедник из 8.–9. века у обавештењу из 512. године да је Аниција Јулијана те године посветила цркву Богородици у Хонорати.  Наглашавајући њену припадност древном роду патриција Аницији генс преко њеног оца Флавија Аниција Олибрија, натпис гласи: 
Од њених архитектонских пројеката познајемо само три цркве које је она наручила да подигне и улепша у Цариграду. Китњаста базилика Светог Полијевкта саграђена је на њеном пространом породичном имању током последње три године њеног живота, са циљем да истакне њен славни родослов који сеже до цара Теодосија I и цара Константина I Великог . Све до Јустинијановог проширења Аја Софије, то је била највећа црква у престоници царства, а њена изградња је вероватно виђена као изазов за владајућу династију.  Натпис посвете пореди Јулијану са краљем Соломоном и отворено алудира на царицу Елију Евдокију, Јулијанину прабаку, која је основала ову цркву: